# St. Trinitatis (Roßdorf)

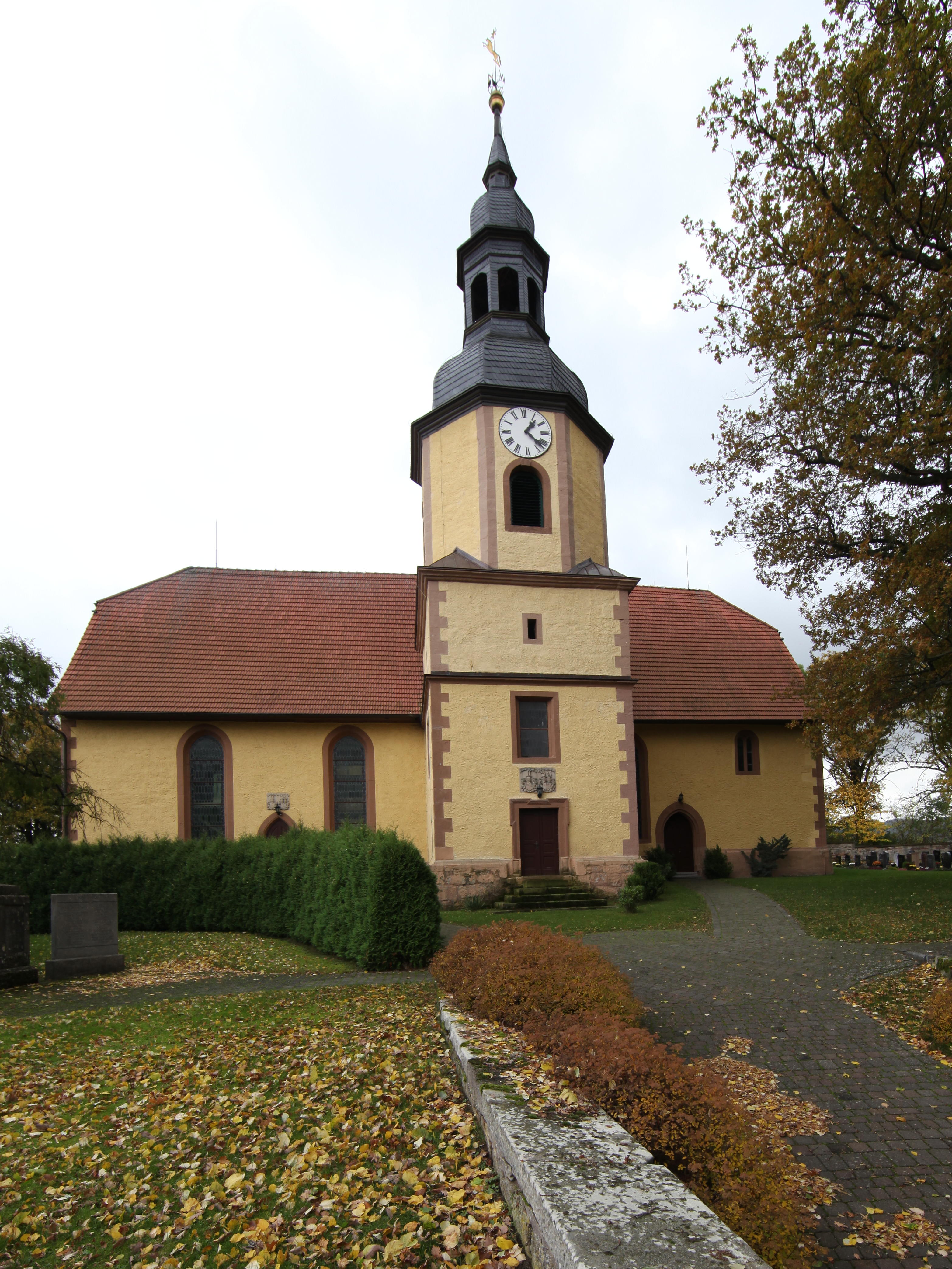
Die Kirche

Die evangelisch-lutherische Kirche St. Trinitatis steht in der Gemeinde Roßdorf im Landkreis  Schmalkalden-Meiningen  in Thüringen.

## Geschichte
1461 bescheinigte man der Vorgängerkirche den geplanten Abriss wegen Baufälligkeit. Über das Alter gab man keine Auskunft. Selbst über den Standort der Vorgängereinrichtung konnte man keine genaue Auskunft geben.
Die jetzige Kirche ist ein Bau im Barockstil. Ihre  Bauzeit ist von 1682 bis 1733 nachgewiesen. Teile sollen aber auch um 1566 geschaffen worden sein. Mit den Jahreszahlen werden auch künstlerische Formen bestätigt. So sind die spitzbogigen Tür und Fenster ein Beweis für diese Zeit. 
Das Innere der Kirche ist oine Emporenhalle mit tonnengewölbtem Mittelschiff. Die flachgedeckten Seitenschiffe sind mit Emporen in zwei Etagen gefüllt. Gewölbe und Emporenbrüstungen wurden bemalt. In den Feldern der Emporenbrüstung sind Figuren aus dem Alten und neuen Testament abgebildet. Selbst die Decke ist mit christlichen Motiven bemalt. Die heutige Orgel wurde 1912 eingebaut. Die Kanzel ist prächtig verziert. Der Taufstein stammt aus dem Jahr 1674. Die Turmuhr ist ebenfalls aus dem 17. Jahrhundert.

## Das Bayerndenkmal
Das Bayerndenkmal ist mit Bäumen umgeben und erinnert an die gefallenen bayerischen Soldaten des Deutschen Krieges 1866.